# Acerotella hungarica
Acerotella hungarica är en stekelart som först beskrevs av Szelényi 1938.  Acerotella hungarica ingår i släktet Acerotella och familjen gallmyggesteklar. Inga underarter finns listade i Catalogue of Life.